# Bioggio
Bioggio ist eine politische Gemeinde im Kreis Agno, in der Region Malcantone im Bezirk Lugano des Kantons Tessin in der Schweiz.

## Geographie
Bioggio liegt im Süden des Malcantone und in der Ebene des Flusses Vedeggio, 2 Kilometer südwestlich von Lugano, zu dessen Agglomeration die Gemeinde gehört. Bioggio besteht aus den Dörfern Bioggio, Bosco Luganese, Cimo und Iseo und zahlreichen kleinen Weilern.
Die Nachbargemeinden sind im Norden Alto Malcantone, im Osten Manno, Vezia und Lugano, im Süden Muzzano, Agno, Vernate, Lema, im Westen Aranno und Cademario.

Das alte Wappen von Bioggio

## Geschichte
„Die Anwesenheit der Römer rund um den Luganersee ist ab dem 1. Jahrhundert vor Christus belegt; sie hatten nördlich des Sees in Bioggio zumindest ein wichtiges Zentrum.“
Die erste urkundliche Erwähnung von Bioggio datiert aus dem Jahre 1022 als Biegio. 1992 wurden bei Ausgrabungen Reste eines römischen Gebäudes aus dem 3. Jahrhundert entdeckt, das wahrscheinlich als Thermen genutzt wurde. Im Mittelalter waren Adelsfamilien aus Lugano und Como in Bioggio begütert. Bioggio hing von der Pfarrei Agno ab, wurde aber 1708 eine selbständige Unterpfarrei. Die Kirche des heiligen Maurizius, erwähnt 1261, wurde nach dem Bau der gegenwärtigen, vom Architekten Girolamo Grossi errichteten und am 7. Juli 1791 eingeweihten Pfarrkirche abgebrochen.
Ab 1960 entstand östlich des Vedeggio eine Industriezone, die heute zur Agglomeration Lugano gehört. Am 4. April 2004 wurde die alte Gemeinde Bioggio mit den bis dahin selbstständigen Gemeinden Bosco Luganese und Cimo fusioniert. Die neue Grossgemeinde übernahm den Namen Bioggio, liess jedoch ein neues Wappen aus Elementen der früheren Gemeinden schaffen. Auf den 20. April 2008 wurde die Gemeinde Iseo in die Gemeinde Bioggio integriert.
Bioggio-Bosco Luganese-Muzzano-Agnuzzo bildet nach wie vor eine eigenständige Bürgergemeinde.

## Bilder

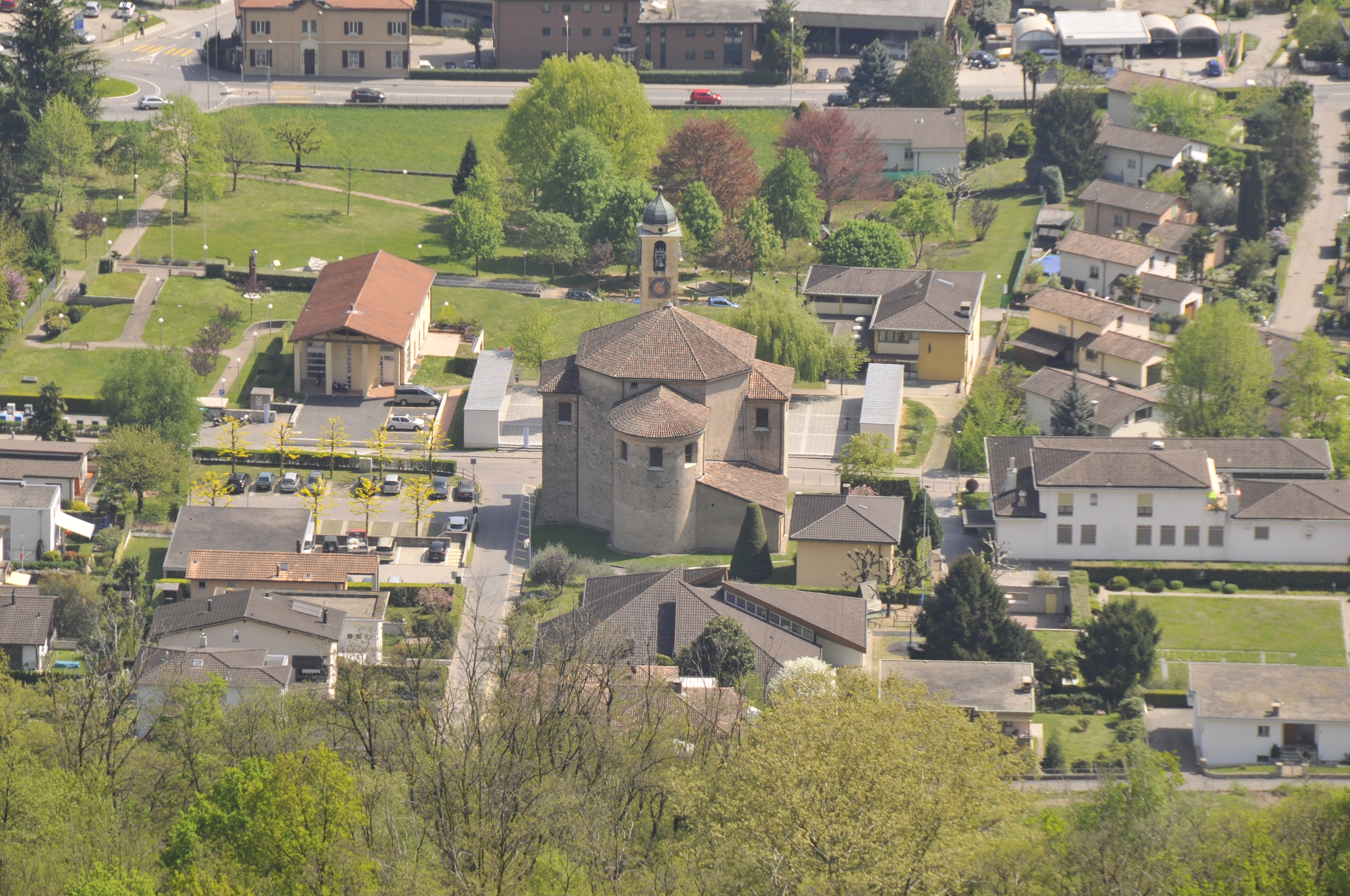
Kirche San Maurizio
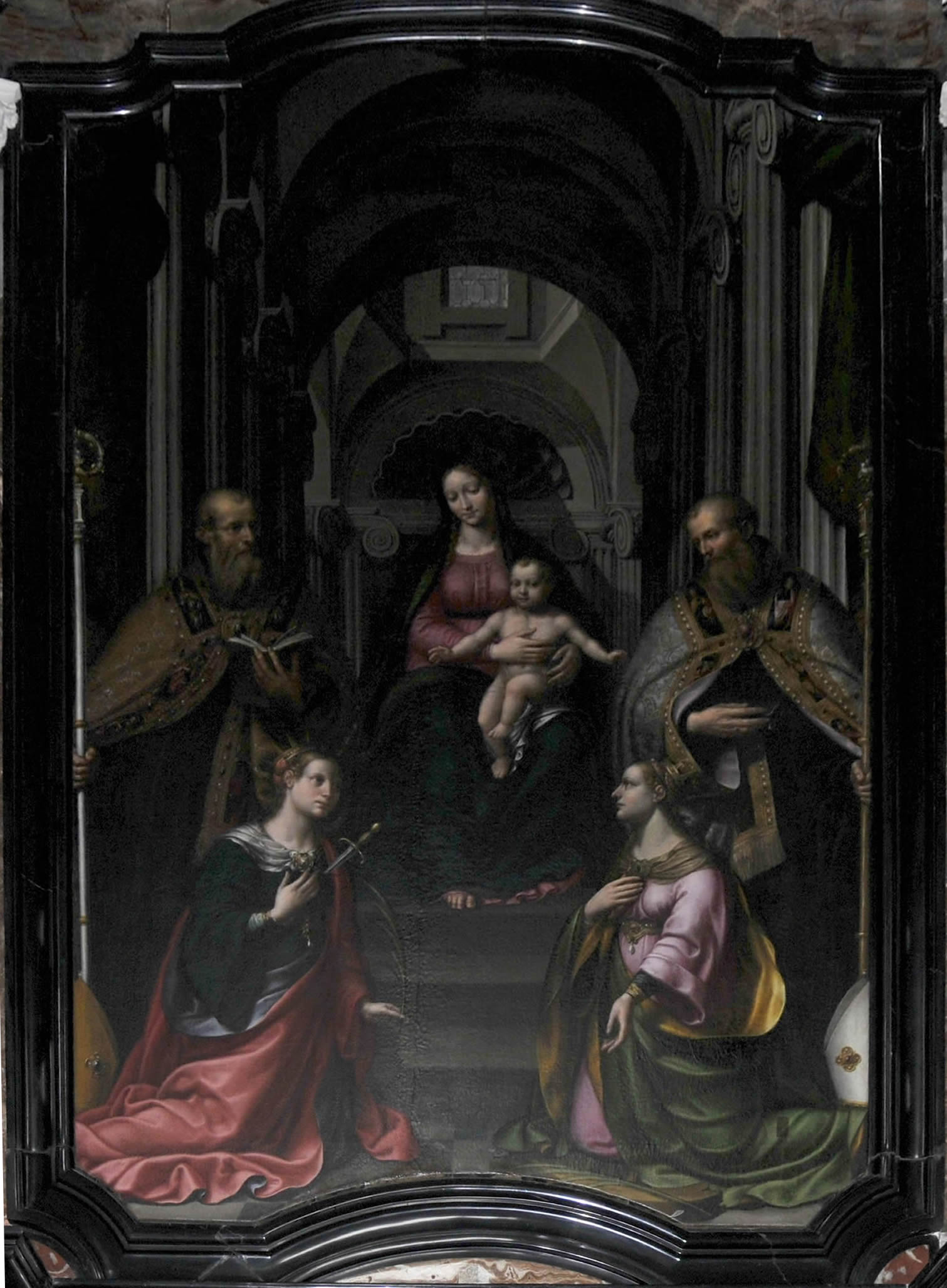
Simone Peterzano: Sacra Conversazione, Kirche San Maurizio
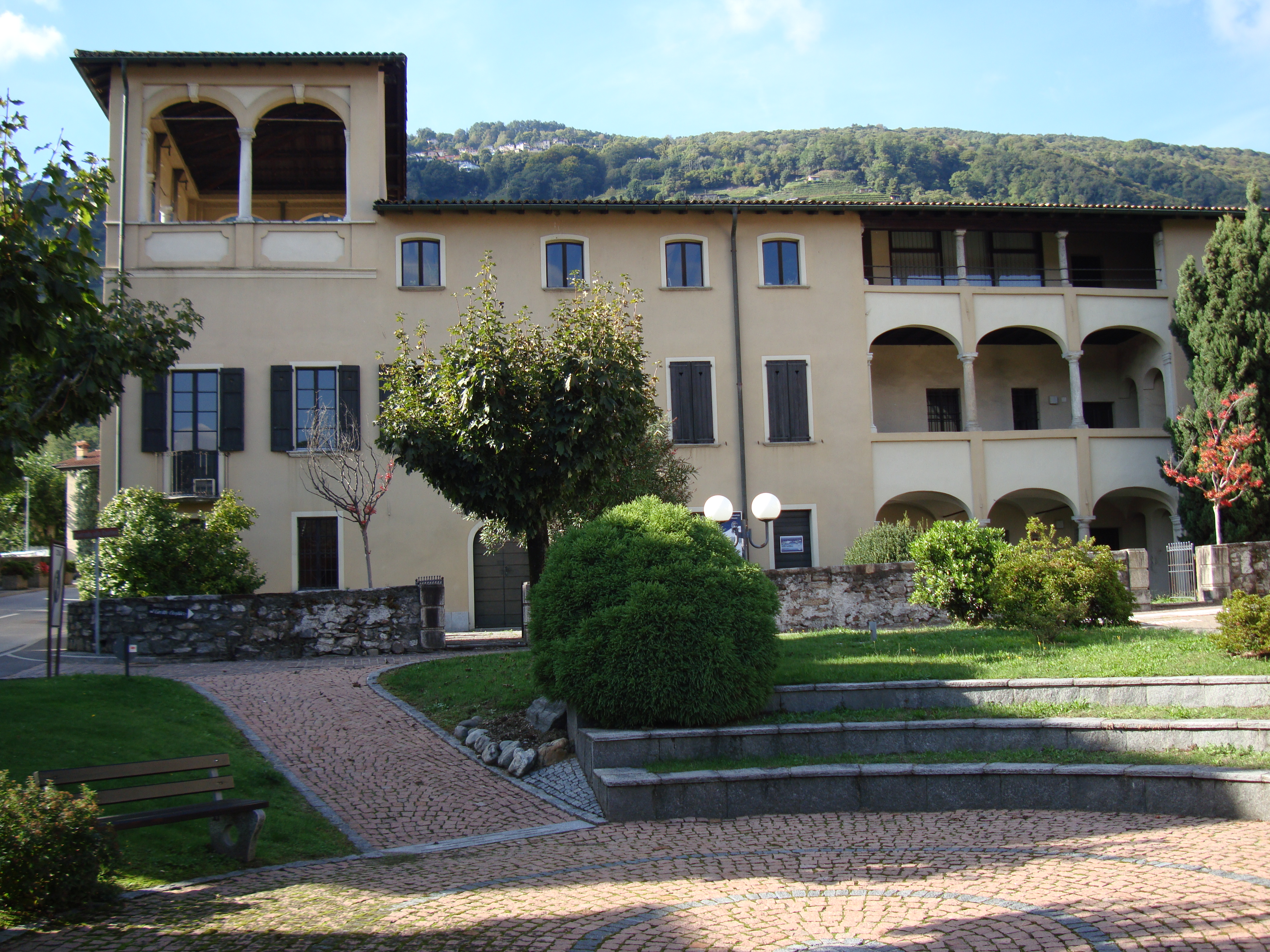
Casa Riva
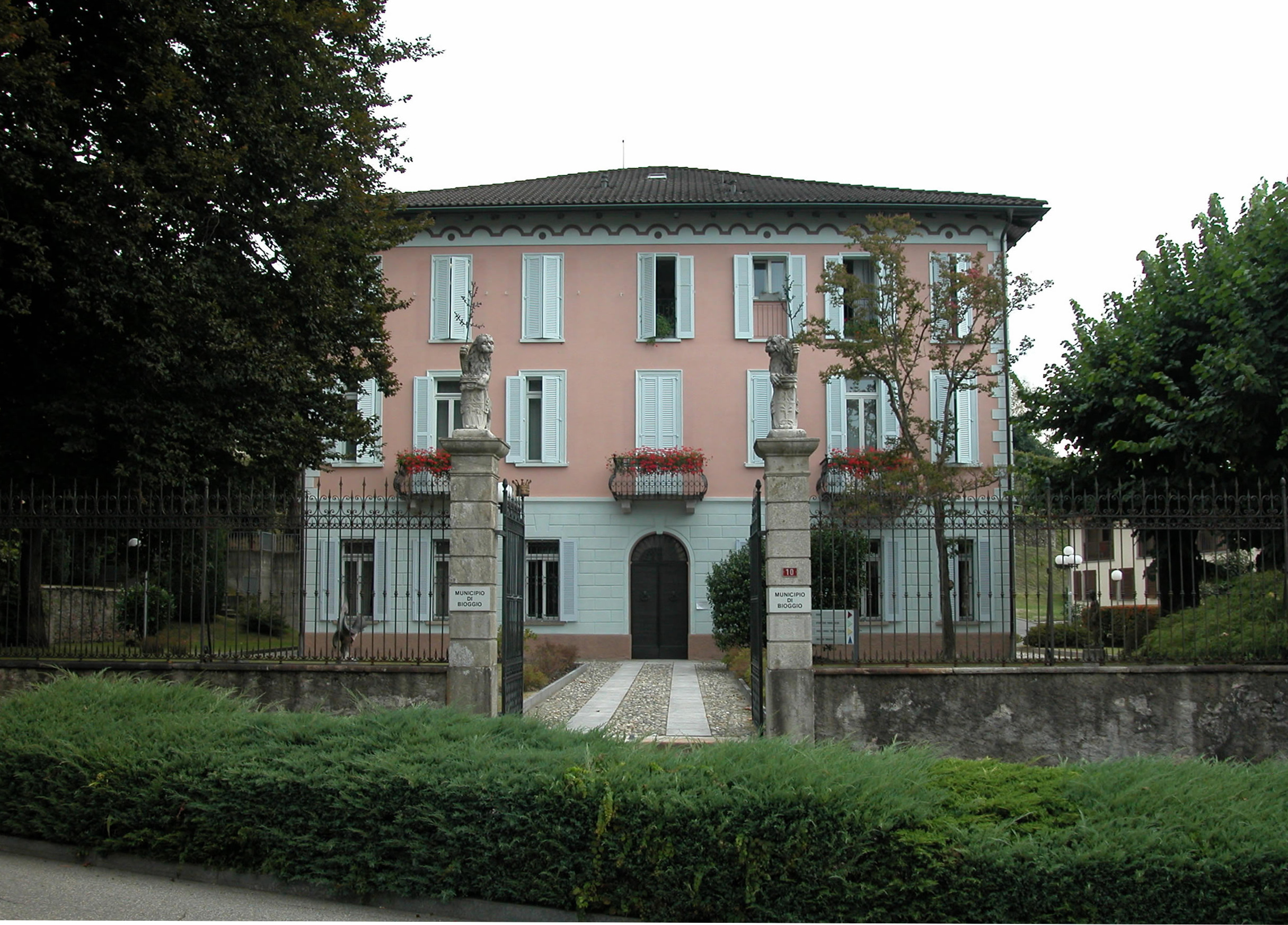
Villa Rusca
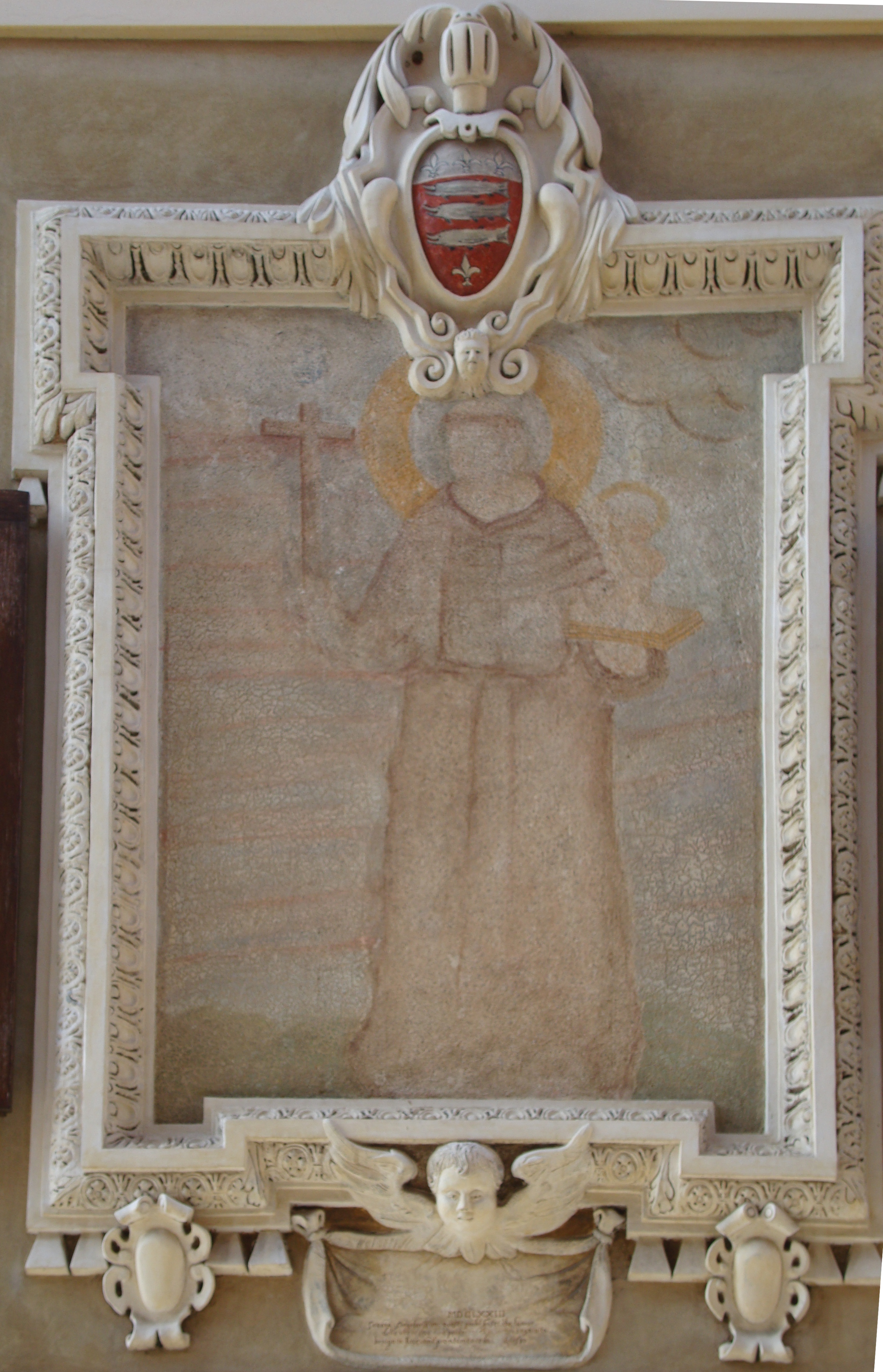
Wappen und Fresko mit dem heiligen Antonius von Padua am Avogadri-Haus
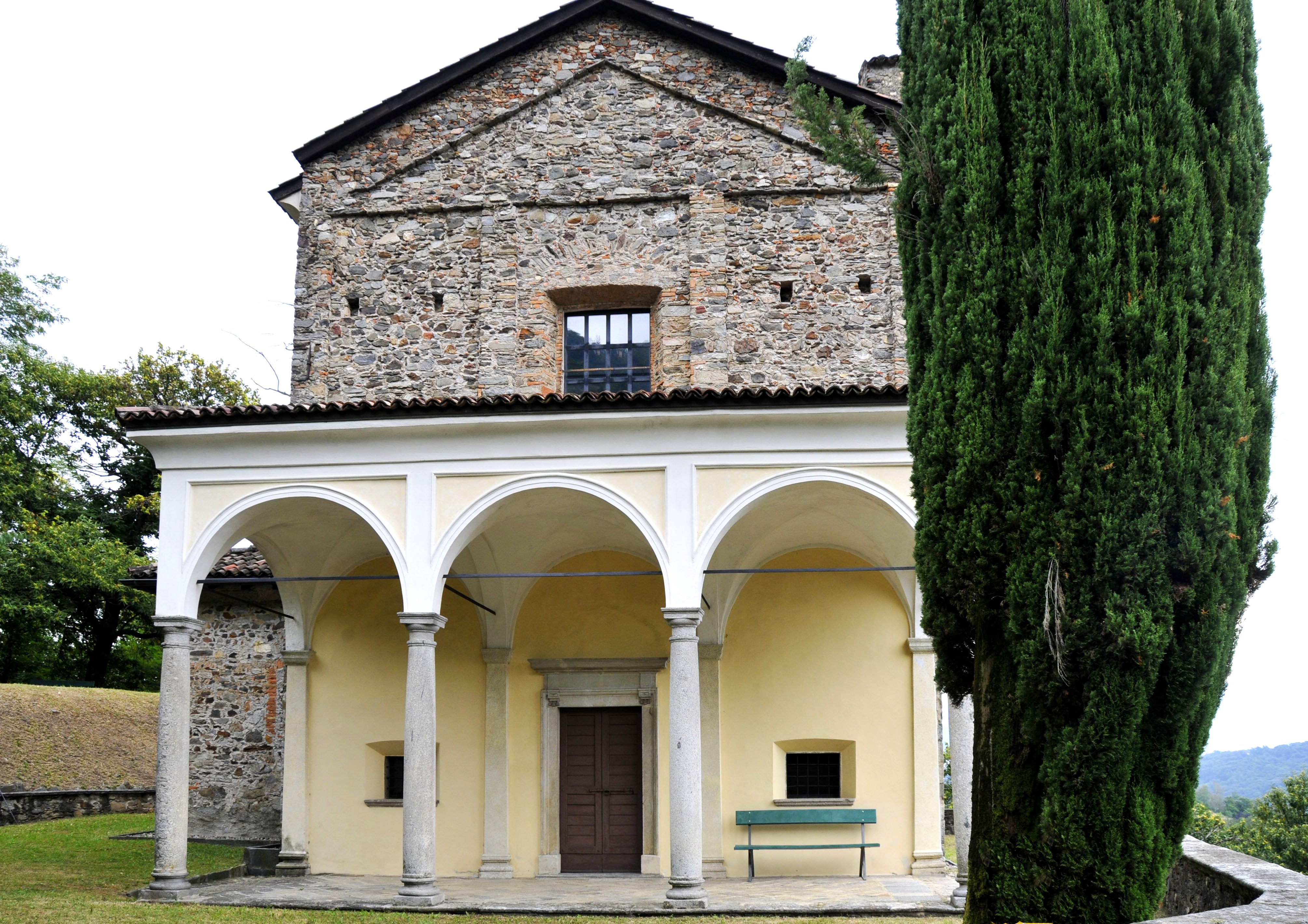
Kirche Sant’Ilario
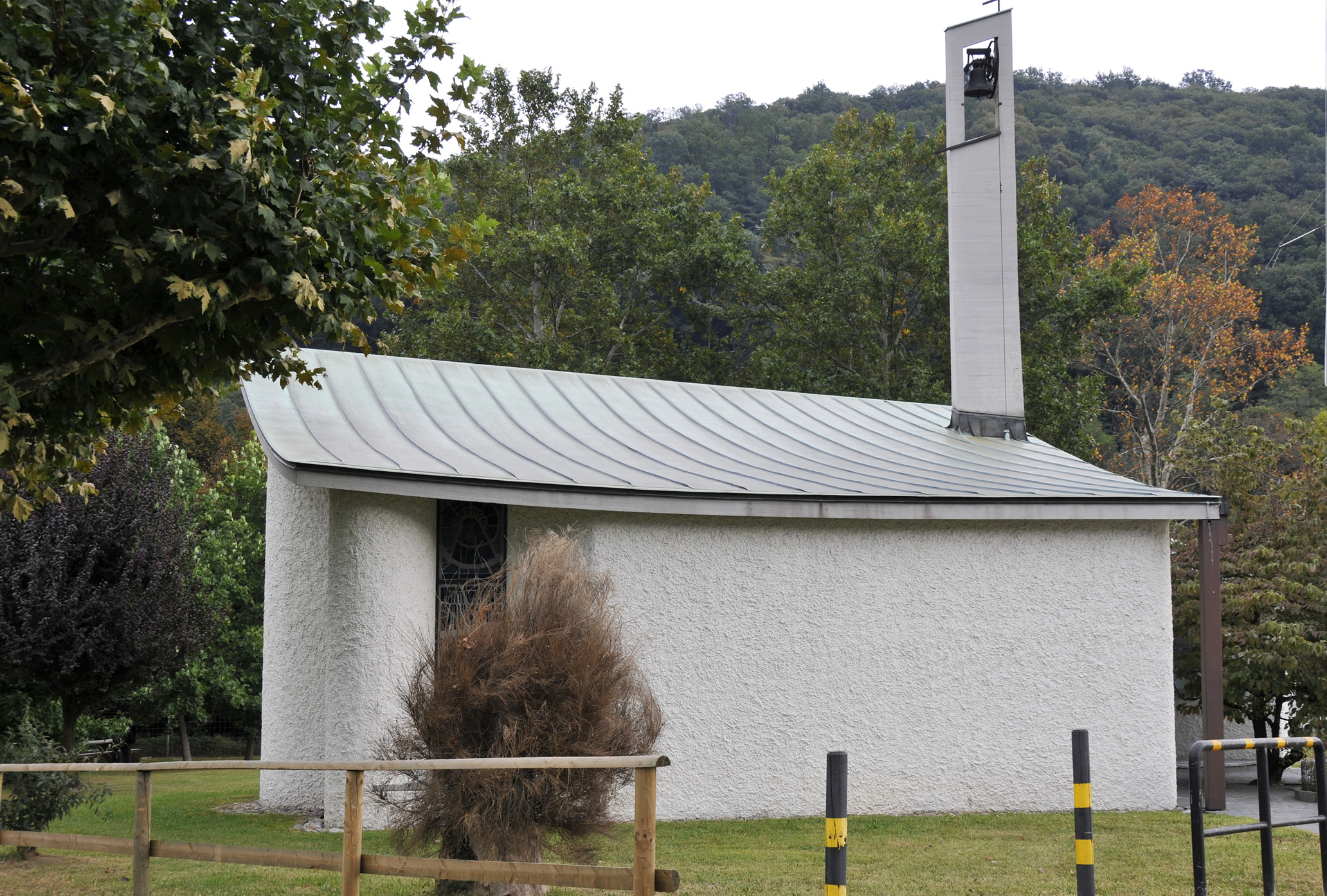
Oratorium Beata Vergine dei Mulini
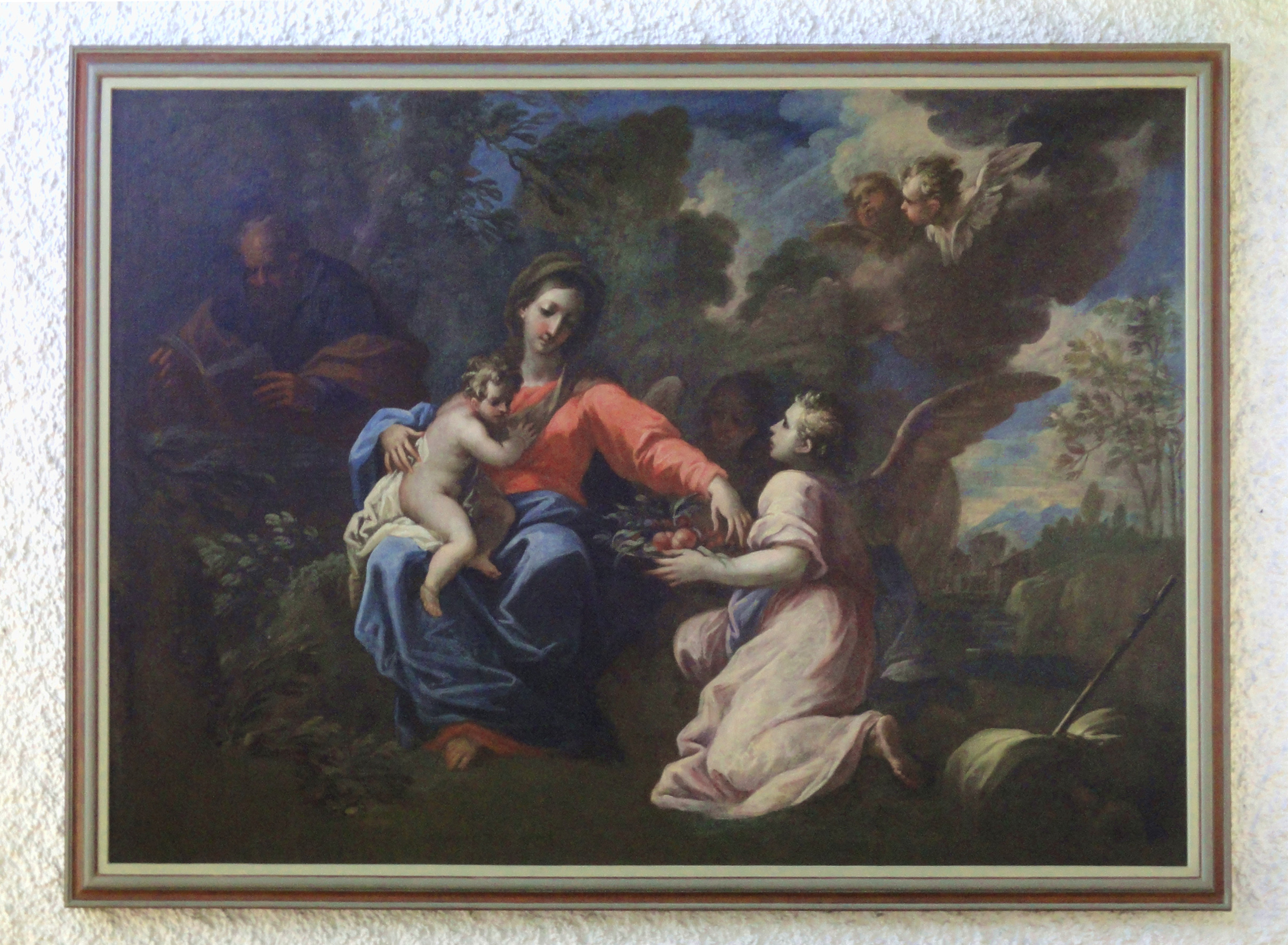
Oratorium Beata Vergine dei Mulini: Giuseppe Antonio Maria Torricelli: Riposo durante la fuga in Egitto

## Bevölkerung
Einwohnerzahlen: Volkszählungsdaten  Zahlen ab 2010 inkl. Bosco Luganese und Cimo (Eingemeindung 2004) und Iseo (Eingemeindung 2008)

## Verkehr
Durch die Gemeinde führen die Hauptstrasse von Manno und von Lugano nach Ponte Tresa. An das öffentliche Verkehrsnetz ist die Gemeinde durch zwei Haltestellen der Lugano-Ponte-Tresa-Bahn angeschlossen. Ein Teil des Flughafens Lugano liegt auf dem Gemeindegebiet.

## Wirtschaft und Finanz
- Piciotti (seit 2002 Südpack)
- Guess Bekleidungsindustrie[10]
- Pharmaton (seit 1942) und Soho Flordis International Switzerland SA[11]

## Sehenswürdigkeiten
- Pfarrkirche San Maurizio erwähnt 1261, wurde nach dem Bau der gegenwärtigen, vom Architekten Gerolamo Grossi errichteten und am 7. Juli 1791 eingeweihten Pfarrkirche abgebrochen[12][13]
- Glockenturm der Pfarrkirche[12]
- San Maurizio di Bioggio (archäologischer Fundplatz)[14]
- Archäologische Strecke: Römische Kultstätte und antike Siedlung von San Maurizio[15]
- Oratorium Sant’Ilario mit Stuckarbeiten, reicht wahrscheinlich auf das 13. Jahrhundert zurück; sie wurde 1680 fast vollständig wiederaufgebaut[12][16]
- Oratorium Beata Vergine dei Mulini mit Ölgemälde Riposo durante la fuga in Egitto des Malers Giuseppe Antonio Maria Torricelli aus Lugano, zweite Hälfte des 18. Jahrhunderts[12]
- Betkapelle San Rocco[12]
- Palast Riva[12]
- Villa Rusca (Gemeindehaus)[12]
- Turm Cuccarello[12]

## Sport
- Football Club Bioggio[17]